# Scareware

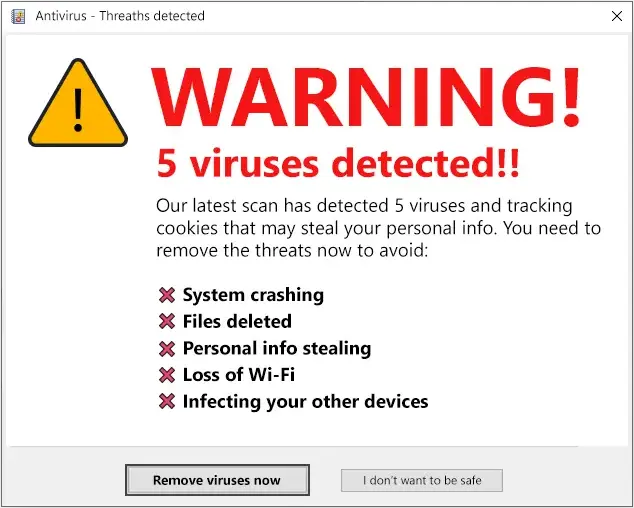
Un esempio di popup scareware

Lo scareware è una forma di malware che utilizza l'ingegneria sociale per causare shock, ansia o la percezione di una minaccia con l'obiettivo di indurre l'utente ad acquistare software indesiderato (o altri prodotti). Lo scareware appartiene a una categoria di software malevoli che include rogueware, ransomware e altri software ingannevoli. In genere, induce l'utente a credere che il proprio computer sia stato infettato da un virus, proponendo quindi di scaricare e acquistare un falso software antivirus per risolvere il problema. Di solito il virus segnalato è inesistente e il software proposto è inefficace o è esso stesso malware. Secondo l'Anti-Phishing Working Group (APWG), il numero di programmi scareware in circolazione è aumentato da 2.850 a 9.287 nella seconda metà del 2008. Nella prima metà del 2009, l'APWG ha registrato un aumento del 585% nei programmi scareware.
Il termine "scareware" può essere utilizzato anche per indicare qualsiasi applicazione o virus che faccia scherzi agli utenti con l'intento di provocare ansia o panico.

## Truffe legate allo scareware
Gli autori che si occupano di sicurezza Internet utilizzano il termine "scareware" per descrivere quei software che generano avvisi o messaggi di minacce allarmanti e infondate, spesso riferiti a firewall commerciali e programmi per la pulizia del registro di sistema fittizi o inutili. Questa categoria di software cerca di aumentare la propria presunta efficacia bombardando l'utente con continui messaggi di avviso, senza che ciò ne migliori in alcun modo l'efficacia. Tali programmi sono spesso presentati con un aspetto simile a quello dei veri programmi di sicurezza informatica, allo scopo di ingannare i consumatori.
Alcuni siti web mostrano finestre pubblicitarie pop-up o banner con messaggi come: "Il tuo computer potrebbe essere infetto da programmi spyware dannosi. Potrebbe essere necessario rimuoverli immediatamente. Per effettuare la scansione, fai clic su 'Sì' qui sotto". Questi siti web possono arrivare a dire che il lavoro, la carriera o il matrimonio di un utente potrebbero essere a rischio. I programmi pubblicizzati con messaggi simili sono spesso considerati scareware. Le applicazioni scareware più pericolose rientrano nella categoria dei rogueware.
Alcuni scareware non sono associati ad altri programmi installati. Un utente può visualizzare un pop-up su un sito web che indica che il suo PC è infetto. In alcuni casi, è possibile essere infettati da scareware anche se l'utente tenta di chiudere la notifica. Questi pop-up sono appositamente progettati per sembrare provenienti dal sistema operativo dell'utente, mentre in realtà sono pagine web.
Uno studio del 2010 condotto da Google ha rilevato che 11.000 domini ospitano software antivirus falsi, che rappresentano il 50% di tutto il malware diffuso tramite pubblicità su Internet.
A partire dal 29 marzo 2011, più di 1,5 milioni di siti web nel mondo sono stati infettati dall'attacco SQL injection LizaMoon diffuso tramite scareware.
Una ricerca di Google ha rilevato che alcuni server dell’azienda venivano utilizzati da scareware per verificare la connessione a internet. I dati suggerivano che fino a un milione di computer erano infetti da scareware. L'azienda ha inserito un avviso nei risultati di ricerca per gli utenti i cui computer sembravano infetti.
Un altro esempio di scareware è Smart Fortress. Questo sito spaventa la vittima facendole credere che il proprio computer sia infetto da virus e la invita ad acquistare un servizio professionale.

### Spyware
Alcune forme di spyware sono considerate scareware perché modificano lo sfondo del desktop dell'utente, installano icone nella barra delle applicazioni del computer (su Windows) e affermano che il computer è infetto da spyware, sostenendo che l'applicazione scareware aiuterà a rimuovere l'infezione. In alcuni casi, trojan scareware hanno cambiato il desktop della vittima con un grande testo giallo con la scritta "Attenzione! Hai uno spyware!" o con una finestra contenente un messaggio simile, e hanno persino forzato il salvaschermo a mostrare insetti che strisciano sullo schermo. Winwebsec è il termine comunemente usato per indicare il malware che attacca gli utenti del sistema operativo Windows e produce false segnalazioni simili a quelle di un autentico software anti-malware.
SpySheriff è un esempio di spyware e scareware: si presenta come un programma per rimuovere spyware, ma in realtà è esso stesso uno spyware, spesso associato alle infezioni da SmitFraud. Altri scareware antispyware possono essere diffusi tramite truffe di phishing.

## Disinstallazione del software di sicurezza
Un altro metodo consiste nell'ingannare gli utenti facendogli disinstallare un software antivirus legittimo, come Microsoft Security Essentials, o a disattivare il firewall. Poiché i programmi antivirus in genere includono una protezione contro la manomissione o la disattivazione da parte di altri software, lo scareware può utilizzare l'ingegneria sociale per convincere l'utente a disabilitare i programmi che altrimenti impedirebbero al malware di funzionare.

## Azioni legali
Nel 2005, Microsoft e lo stato di Washington hanno vinto una causa contro Secure Computer (produttore di Spyware Cleaner) per un milione di dollari, accusandola di utilizzare pop-up scareware. Il procuratore generale di Washington ha anche intentato cause legali contro Securelink Networks, Softwareonline.com, High Falls Media e i produttori di Quick Shield.
Nell'ottobre 2008, Microsoft e il procuratore generale di Washington hanno intentato una causa contro due aziende del Texas, Branch Software e Alpha Red, produttrici dello scareware Registry Cleaner XP. La causa sostiene che le società abbiano inviato pop-up incessanti, simili ad avvisi di sistema, ai computer dei consumatori con il testo: "MESSAGGIO DI ERRORE CRITICO! - REGISTRO DANNEGGIATO E CORROTTO", invitando poi gli utenti a visitare un sito Web per scaricare Registry Cleaner XP al costo di 39,95 dollari.
Il 2 dicembre 2008, la Federal Trade Commission statunitense ("FTC") ha presentato un atto di accusa presso la corte federale contro le società Innovative Marketing, Inc. e ByteHosting Internet Services, LLC, nonché contro gli individui Sam Jain, Daniel Sundin, James Reno, Marc D'Souza e Kristy Ross. L'atto indicava anche Maurice D'Souza come Relief Defendant, sostenendo che fosse in possesso di guadagni provenienti da attività illecite, pur senza accusarlo di aver violato alcuna legge.
La FTC ha affermato che gli altri imputati hanno violato l'FTC Act commercializzando in modo ingannevole software come WinFixer, WinAntivirus, DriveCleaner, ErrorSafe e XP Antivirus. Secondo il reclamo, gli imputati hanno falsamente dichiarato che la scansione del computer di un utente avesse rilevato che fosse stato compromesso o infettato, per poi offrire la vendita di software destinato a risolvere i presunti problemi.

## Programmi ingannevoli con intento scherzoso
Un altro tipo di scareware comprende software progettati per spaventare letteralmente l'utente attraverso l'uso di immagini, suoni o video improvvisi e scioccanti.
Uno dei primi programmi di questo tipo è NightMare, distribuito nel 1991 sui Fish Disks per il computer Amiga (Fish #448). Una volta eseguito, NightMare rimane inattivo per un periodo prolungato e casuale, per poi cambiare improvvisamente l'intero schermo del computer con l'immagine di un teschio, accompagnata da un urlo agghiacciante riprodotto attraverso gli altoparlanti.
Gli scareware basati sull'ansia mettono gli utenti in situazioni in cui non sembra esserci alcuna via d'uscita positiva. Ad esempio, un programma può mostrare una finestra di dialogo con il messaggio "Cancellare tutto il disco rigido?" con due pulsanti, entrambi contrassegnati con "OK". Indipendentemente dal pulsante scelto, nulla viene distrutto.
Questa tattica è stata utilizzata in una campagna pubblicitaria di Sir-Tech nel 1997 per pubblicizzare Virus: The Game. Quando il file viene eseguito, appare una rappresentazione a schermo intero del desktop. Il software inizia quindi a simulare l'eliminazione della cartella di Windows. Al termine del processo, sullo schermo viene visualizzato gradualmente un messaggio che dice "Grazie a Dio è solo un gioco". Successivamente compare una schermata con le informazioni, prima di tornare al desktop. Durante la pubblicità non viene causato alcun danno al computer.

## Rilevamento
Le ricerche degli anni 2020 hanno introdotto una nuova tecnologia di rilevamento progettata per identificare gli attacchi di ingegneria sociale basati sullo scareware, con una maggiore capacità di resistenza. Questo metodo si concentra sulle immagini presentate agli utenti finali, un aspetto che gli aggressori non possono facilmente nascondere.